# Sternwarte Lübeck

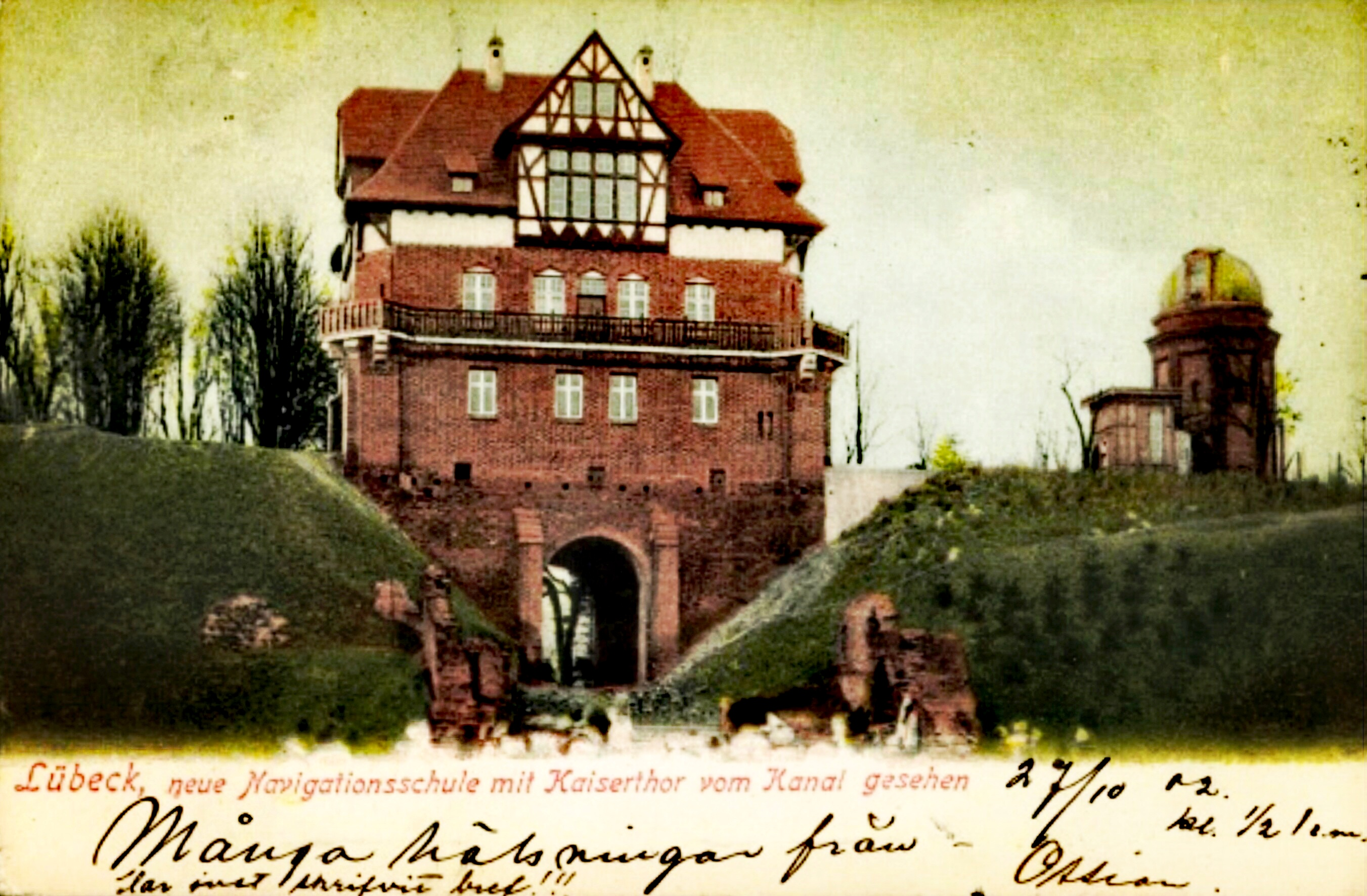
Die alte, abgerissene Sternwarte als Teil der Navigationsschule bei der alten Seefahrtsschule Lübeck am Kaisertor

Die Sternwarte Lübeck ist eine Schul- und Volkssternwarte, die vom Arbeitskreis Sternfreunde Lübeck e. V. betrieben wird. Sie befand sich bis zu deren Abbruch Anfang 2017 auf dem Dach der Johannes-Kepler-Schule am Ährenfeld. Ein neuer Standort wurde an der Schule Grönauer Baum gefunden. Sie kooperiert mit der Technischen Hochschule Lübeck.

## Geschichte
Die Geschichte der Sternwarte Lübeck begann nach dem Zweiten Weltkrieg, als der baltische Astronom Dr. Peter von der Osten-Sacken sich in Lübeck niederließ. Zu diesem Zeitpunkt befand sich die Sternwarte der Lübecker Seefahrtschule in einem traurigen Zustand, sämtliche optischen Instrumente waren abhandengekommen. Darüber hinaus besaß die Klosterhofschule ein einfaches Planetarium, eine „Sternkammer“.
Von der Osten-Sacken hielt an der bald wieder aufgebauten Volkshochschule Vorträge über Astronomie. Allerdings fehlte anfangs noch ein Teleskop zur praktischen Beobachtung. Der Konrektor der Klosterhofschule beschaffte ein transportables Teleskop, das auf dem Dach der Schule aufgestellt und für öffentliche Beobachtungen genutzt wurde.
Da das Instrument zu klein war, bemühte sich von der Osten-Sacken um die Anschaffung eines größeren Teleskops und um die Errichtung einer Sternwarte. 1951 wurde ein Spiegelteleskop mit 25 cm Öffnungsweite und 2 m Brennweite bei der Hamburger Firma Butenschön bestellt. Das Teleskop sollte auf dem Dach eines Schulneubaus aufgestellt werden, der allerdings noch in Planung war. In der Zwischenzeit wurde das Teleskop auf der Dachplattform der Klosterhofschule aufgestellt. Ein Blechgehäuse auf Rollen diente als Witterungsschutz. Die Sternwarte wurde der Volkshochschule angegliedert, von der Osten-Sacken wurde 1952 zum offiziellen Leiter ernannt. In dieser Zeit wurde eng mit der Profisternwarte Hamburg-Bergedorf zusammengearbeitet.

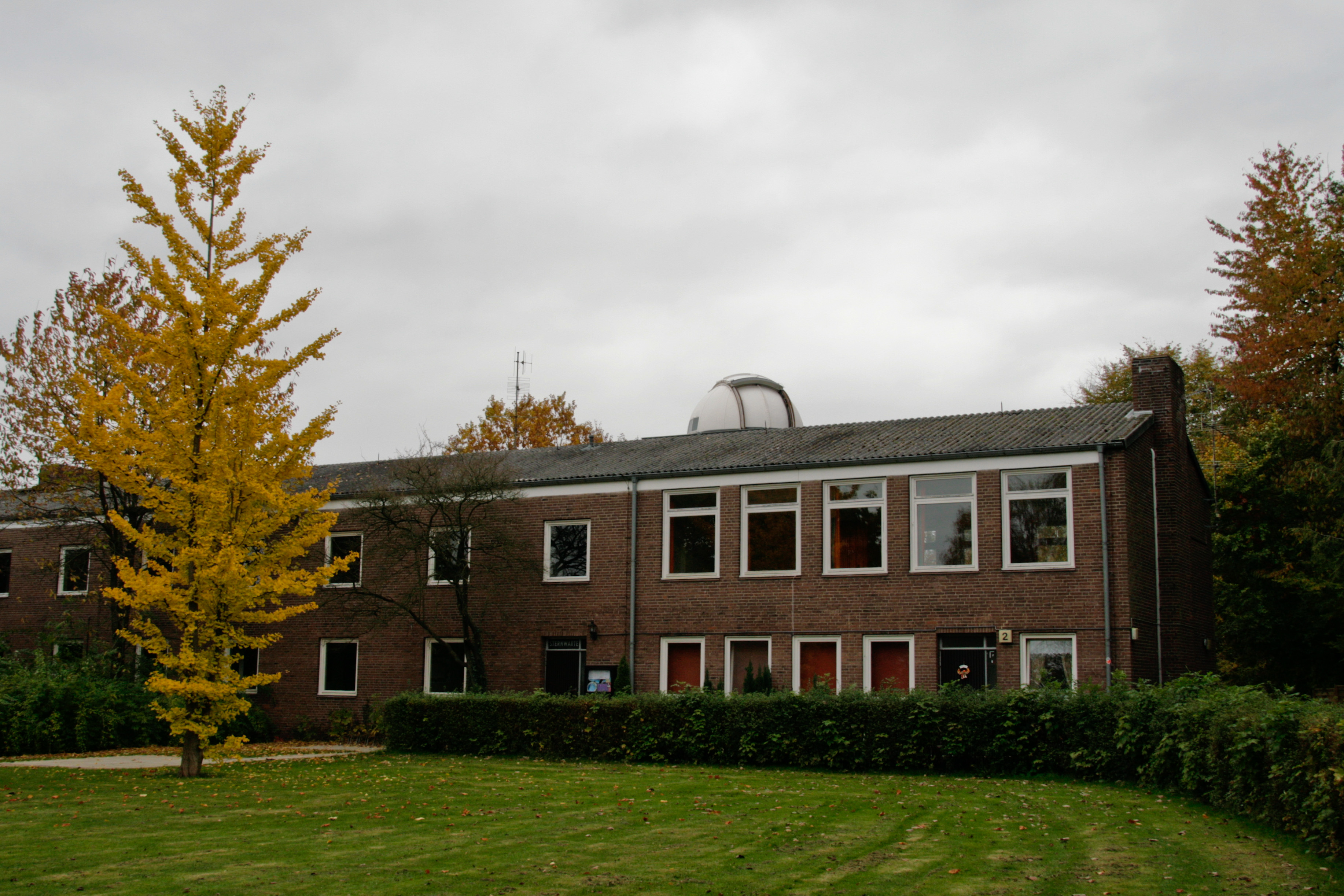
Die Johannes-Kepler-Schule mit der Kuppel der Sternwarte (2007)

Nach der Fertigstellung der Johannes-Kepler-Schule im Jahre 1957 wurde die Kuppel auf deren Dach montiert. Dem Leiter standen zu diesem Zeitpunkt lediglich ein kleines Büro und ein kleiner Arbeitsraum zur Verfügung. Die offizielle Einweihung fand am 24. Februar 1959 statt.
In den folgenden Jahren nahmen immer mehr Besucher an den öffentlichen Führungen teil, es bildeten sich astronomische Arbeitsgemeinschaften, die Sonnenflecken und veränderliche Sterne beobachteten und sich auf dem Gebiet der Astrofotografie betätigten. Von den Arbeitsgemeinschaften wurde schließlich der Verein Arbeitskreis Sternfreunde Lübeck e. V. (ASL) gegründet.
Bald kam der Wunsch nach einem neuen, leistungsfähigeren Teleskop auf. 1974 konnte ein Newton-Cassegrain-Teleskop mit 48 cm Hauptspiegel und einer Brennweite von 2 m oder 6 m (je nach Ausrüstung) in Betrieb genommen werden. Das Teleskop war lange Zeit das größte von Amateurastronomen eingesetzte Gerät in Schleswig-Holstein.
1990 übernahm Dieter Kasan, Studienrat für Mathematik und Physik an der Lauenburgischen Gelehrtenschule in Ratzeburg, die Leitung der Sternwarte. 1993 erhielt die Sternwarte zwei weitere Räume der Schule, die als Seminar- und Arbeitsraum genutzt werden. 1994 wurde von der Possehl-Stiftung Lübeck eine CCD-Kamera mit Computersystem für die Astrofotografie gestiftet. Seit 1997 verfügt die Sternwarte über einen Gitter-Spektrografen zur Untersuchung von Sternspektren und der Geschwindigkeit von Objekten. Er wurde auf Anregung des Leiters der Sternwarte als Diplomarbeit an der Fachhochschule Lübeck von Bernd van der Smissen unter Anleitung von Edmund Koch konzipiert und von der Werkstatt der Fachhochschule mit einem Gitter gestiftet von Dieter Kasan gebaut. Eine weitere Spende der Possehl-Stiftung ermöglichte 2004 eine Sanierung der Kuppel und die Anschaffung neuer Geräte. Im Februar 2007 wurde die Trägerschaft der Sternwarte dem ASL übertragen.
Dieter Kasan verstarb am 29. Juli 2009. Nach einem Beschluss des Vorstands des ASL wurde am 4. September 2009 bekannt gegeben, dass die Sternwartenleitung künftig aus einem technischen und einem wissenschaftlichen Leiter bestehen soll. Die technische Leitung wurde an den bisherigen stellvertretenden Leiter Andreas Goerigk übertragen. Die wissenschaftliche Leitung übernahm Dr. David Walker.
Die Sternwarte Lübeck bietet regelmäßig öffentliche Führungen sowie astronomische Vorträge an.

## Instrumente
Das Hauptinstrument ist ein 20"-Ritchey-Chretien-Teleskop. Für die Beobachtung von Sonne, Planeten und in der Funktion als Leitrohr wird ein Fernrohr mit 140 mm Öffnungsweite und 1000 mm Brennweite genutzt. Beides wird getragen von einer parallaktischen Montierung des amerikanischen Herstellers Astro-Physics. Mit der Montage des Refraktors am 13. Februar 2010 ist die Modernisierung des Instrumentariums abgeschlossen. Die Instrumente wurden am 20. März 2010 der Öffentlichkeit in einem festlichen Rahmen vorgestellt. Möglich gemacht wurde die Anschaffung beider Teleskope sowie der neuen Montierung durch die Possehl-Stiftung und die Dräger-Stiftung. Das alte Kuppelhauptteleskop ging an die VHS-Sternwarte Neumünster, mit der die Sternwarte Lübeck eine enge Zusammenarbeit pflegt.
Des Weiteren stehen mehrere transportable Fernrohre, u. a. ein 12"-Dobson und ein PST (Personal Solar Telescope) zur Beobachtung der Sonne zur Verfügung.

## Vortragsprogramm
Das regelmäßige, sich stetig veränderte Freitagabend-Vortragsprogramm rund um die Geschichte der Astronomie, Astrobiologie, Astrophysik, Raumfahrt, Sternwarten und vielen weiteren Themen findet man auf der Internetseite der Sternwarte Lübeck, in dem Bürger Akademie Programm der Hansestadt Lübeck und in den Programmflugblättern, die kostenlos in der Stadtbibliothek, Volkshochschule, im Tourismus-Zentrum und in zahlreichen Museen zur Vortragssaison ausliegen. Das Vortragsprogramm kann auch bequem per pdf.-Datei direkt auf der Website der Sternwarte Lübeck heruntergeladen werden.

## Zukunft

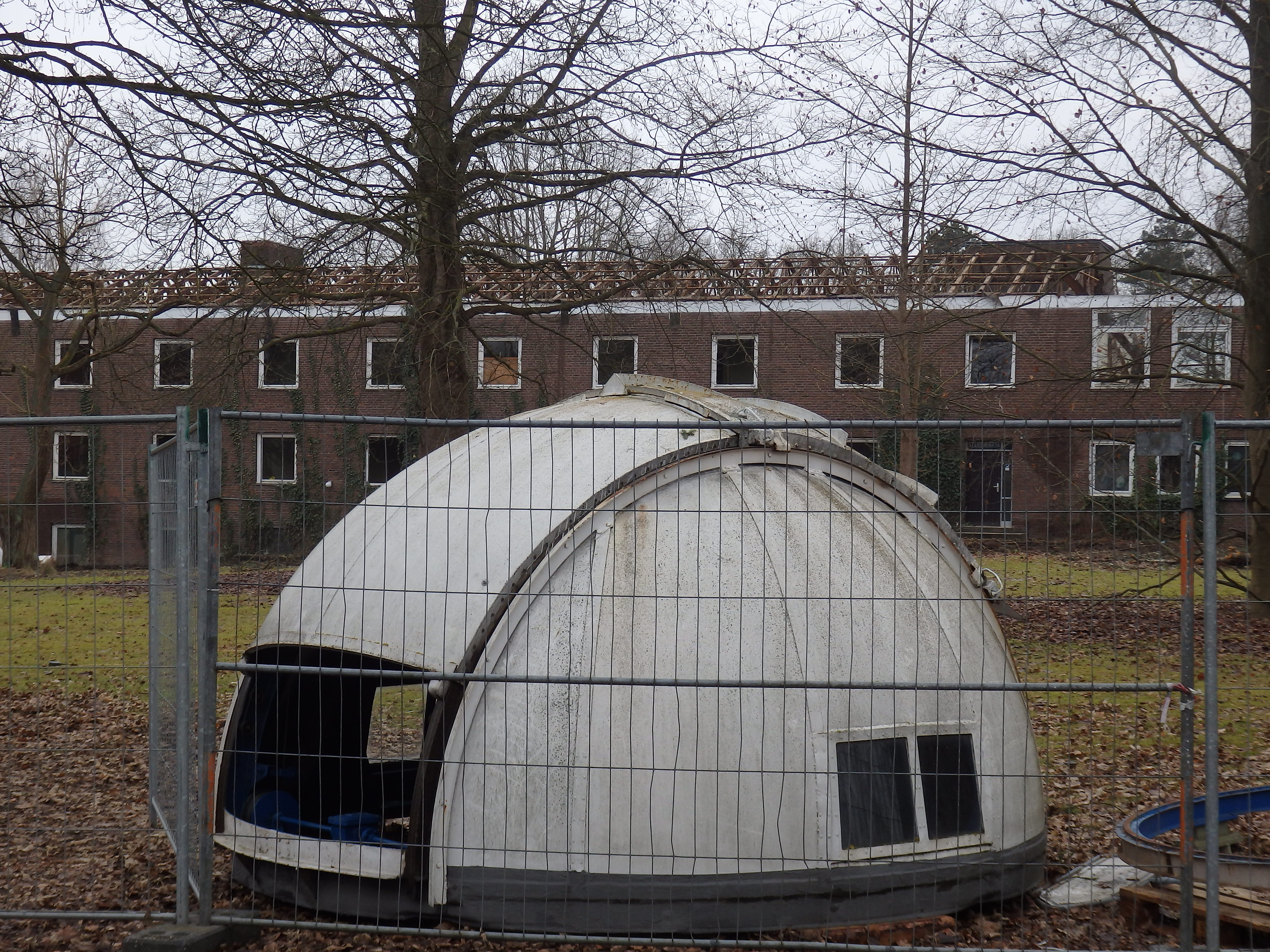
Die abgenommene Kuppel der Sternwarte während des Abrisses der Johannes-Kepler-Schule

Die Sternwarte musste zum 31. Dezember 2016 das Schulgebäude räumen. Ab Januar 2017 wurde das Schulgebäude abgerissen, damit ein neues Wohngebiet, das Johannes-Kepler-Quartier, entstehen kann. Der Sternwartenbetrieb endete zunächst im November 2016. Ein neuer Standort wurde 2019 an der „Schule Grönauer Baum“ gefunden und nach Fertigstellung des neu errichteten Observatoriums am 5. November 2021 feierlich eingeweiht.